# 多田愛佳
多田愛佳（日语：／ Ōta Aika */?，1994年12月8日—）是日本女藝人，為女子偶像團體HKT48 Team KIV前成員，曾為Team KIV隊長，埼玉縣出身，前所屬經紀公司為尾木製作。2006年以AKB48三期生身分出道，因2012年的再組閣，移籍至HKT48。2017年4月10日自HKT48畢業，以演員為活動重心。2022年淡出演藝圈後，於隔年結婚，目前育有一女。

## 經歷
2006年12月3日，於「第三期AKB48追加成員徵選」中合格。12月9日，在「AKB48 1st ANNIVERSARY LIVE 〜勢ぞろいだぜ!『A』『K』『B』!〜」中以Team B成員的身分初次向媒體露面。
2007年4月8日，於AKB48剧場的《AKB48 Team B 1st Stage「青春女孩」公演》中正式於劇場出道
2008年6月28日，在Team B公演中宣布加入尾木製作。
2009年1月，與仲川遙香、平嶋夏海、渡邊麻友一起組成的AKB48子團「走廊奔跑隊」正式出道。7月8日，於「AKB48第13張單曲選拔總選舉」中得到第20名，進入單曲的21名選拔成員名單。這是繼第8張單曲櫻花的花瓣們2008之後的第二次進入選拔。8月23日，在日本武道館舉行的「AKB104選拔成員組閣祭」的夜公演中，宣布於同年10月異動至新Team A，翌年7月27日開始調動。
2010年6月9日，於「AKB48第17張單曲選拔總選舉」中得到第22名，進入Under Girls。8月初去到香港，在香港动漫游戏节上演出，演唱了《傲嬌》。同行的还有小森美果和仁藤萌乃。
2011年6月10日，在「AKB48第22張單曲選拔總選舉」中得到第25名，進入Under Girls。
2012年5月30日發行的走廊奔跑隊7的第10張單曲《少年喲 說謊吧！》中收錄了多田的獨唱曲《不坦率》（へそが曲がる）。6月6日，在「AKB48第27張單曲選拔總選舉」中得到第52名，入選為Future Girls。8月24日，於東京巨蛋舉辦的「AKB48 in TOKYO DOME ～1830m的夢想～」的首日公演中，宣布移藉至HKT48。11月1日，在HKT48劇場公演《Team H 1st Stage「手牽手」》作為加入HKT48後的第一次演出，並同時宣布所屬分隊為Team H。
2013年3月，從高中畢業。6月8日，在「AKB48第32張單曲選拔總選舉」中得到第43名，入選為Next Girls。8月9日，首個個人廣播節目《GIRLS☆PUNCH FRIDAY らぶたんのラブリーデイズ》開始在RKB電台播出。
2014年1月11日，於大分縣iichiko剧场“HKT48九州7县巡演～和可爱的孩子们一起旅行～”的第一天夜公演中，發表了被稱為「轉班」（クラス替え）的隊伍重组消息，由Team H轉移到新成立的Team KIV分隊，並擔任隊長。6月7日，在「AKB48第37張單曲選拔總選舉」中獲得第42名，入選為Next Girls。
2015年6月6日，在「AKB48第41張單曲選拔總選舉」中獲得第41位，入選為Next Girls。
2017年1月17日，於Team KIV「最終鐘聲鳴響」公演中宣布畢業。4月1日，於埼玉超級競技場舉行的「HKT48春之關東巡演2017～我會展示我是真正的偶像～」的埼玉場上舉辦畢業典禮。4月10日，於HKT48劇場舉辦畢業公演，正式從HKT48畢業。畢業後轉往演員的方向發展。5月15日，開設官方粉絲俱樂部。12月8日，在23歲生日當天，發行首本個人寫真集《Love Letter》（らぶLetter）。
2020年8月，在時尚購物網站「MODSCITY」上推出時裝品牌「bojogae」。
2022年9月29日，宣布將於月底關關官方粉絲俱樂部。11月1日，宣布於10月25日起離開經紀公司尾木制作。隔日，宣布決定暫時離開演藝圈。
2023年11月20日，宣布與日本職棒千葉羅德海洋隊球員山口航輝結婚。
2024年7月29日，宣布懷孕。10月，長女出生。

## 人物
- 其姓「多田」的日文發音是「Ota」，但「多田」在日語姓氏中較常被念成「Tada」，所以常被誤叫成「Tada」。本人也曾經在節目中拿此事開玩笑。
- 除此之外，寫名字時，漢字也常被誤寫成同樣念成「Ota」的太田或是大田。
- 有一個大五歲的哥哥。本人說與秋山龍次相似[42]。
- 养了一条叫露露的狗。
- 左撇子。
- 重度ACG迷。
- 得意料理是鬆餅跟甜玉子燒。
- 特技是耍指揮棒。曾在大會中得到第三名。
- 喜欢的服饰品牌是《Pretty》
- 喜欢的书：曾在2012年过年时买过石田衣良的书，具体书名不明。
- 喜欢的歌手/歌曲：①.Acid Black Cherry乐队的《イエス》、《蝶》。似乎买入了其专辑《2012》。②田村ゆかり

### AKB48相關
- AKB48成員中最支持的是前田敦子。
- 與熱愛動漫的渡邊麻友、田名部生來、仲谷明香私下組成團體WOTA4。

## 參加樂曲

### 單曲CD
HKT48
|     | 發行日期       | 單曲名稱             | 參與歌曲名稱             | 分隊名義         | 收錄版本 | MV | 備註  |
| --- | -------------- | -------------------- | ------------------------ | ---------------- | -------- | -- | ----- |
| 1st | 2013年3月20日  | 喜歡！喜歡！小跳步！ | 喜歡！喜歡！小跳步！     |                  | 全版本   | ★  | A面曲 |
| 1st | 2013年3月20日  | 喜歡！喜歡！小跳步！ | 求求你華倫亭             |                  | 全版本   |    |       |
| 1st | 2013年3月20日  | 喜歡！喜歡！小跳步！ | 單相思的唐揚             | 甘口姫           | Type-A   | ★  |       |
| 2nd | 2013年9月4日   | 哈密瓜汁             | 哈密瓜汁                 |                  | 全版本   | ★  | A面曲 |
| 2nd | 2013年9月4日   | 哈密瓜汁             | 希望的海流               | 甘口姫           | Type-A   | ★  |       |
| 3rd | 2014年3月12日  | 櫻花，大家一起來品嚐 | 櫻花，大家一起來品嚐     |                  | 全版本   | ★  | A面曲 |
| 3rd | 2014年3月12日  | 櫻花，大家一起來品嚐 | 你怎麼了？               |                  | 全版本   |    |       |
| 3rd | 2014年3月12日  | 櫻花，大家一起來品嚐 | 與前男友的哥哥交往這回事 | Team KIV         | Type-B   | ★  |       |
| 3rd | 2014年3月12日  | 櫻花，大家一起來品嚐 | 因為喜歡你               |                  | 劇場版   |    |       |
| 4th | 2014年9月24日  | 有所保留的我愛你！   | 有所保留的我愛你！       |                  | 全版本   | ★  | A面曲 |
| 4th | 2014年9月24日  | 有所保留的我愛你！   | 現在 正想著你            |                  | 全版本   |    |       |
| 4th | 2014年9月24日  | 有所保留的我愛你！   | 在夏季之前               | Team KIV         | Type-B   | ★  |       |
| 5th | 2015年4月22日  | 12秒                 | 12秒                     |                  | 全版本   | ★  | A面曲 |
| 5th | 2015年4月22日  | 12秒                 | 人生就是搖滾             |                  | 全版本   |    |       |
| 5th | 2015年4月22日  | 12秒                 | 去夏威夷吧               | Team KIV         | Type-C   | ★  |       |
| 6th | 2015年11月25日 | 吵死了！             | 吵死了！                 |                  | 全版本   | ★  | A面曲 |
| 6th | 2015年11月25日 | 吵死了！             | 黃昏的二人車             |                  | 全版本   |    |       |
| 6th | 2015年11月25日 | 吵死了！             | 看見夢想的Team KIV       | Team KIV         | Type-B   | ★  |       |
| 7th | 2016年4月13日  | 給74億分之1的你      | 給74億分之1的你          |                  | 全版本   | ★  | A面曲 |
| 7th | 2016年4月13日  | 給74億分之1的你      | Chain of love            |                  | 全版本   |    |       |
| 8th | 2016年9月7日   | 最棒了唷             | 最棒了唷                 |                  | 全版本   | ★  | A面曲 |
| 8th | 2016年9月7日   | 最棒了唷             | 夢一場                   | 穴井千尋與同伴們 | Type-A   | ★  |       |
| 8th | 2016年9月7日   | 最棒了唷             | Go Bananas!              | Team KIV         | Type-C   | ★  |       |
| 9th | 2017年2月15日  | BUG也無妨            | 我的白日夢               | 白金女孩         | Type-B   | ★  |       |
| 9th | 2017年2月15日  | BUG也無妨            | HKT48家族                |                  | 劇場版   |    |       |

AKB48
|           | 發行日期        | 單曲名稱           | 參與歌曲名稱         | 分隊名義        | 收錄版本       | MV | 備註                        |
| --------- | --------------- | ------------------ | -------------------- | --------------- | -------------- | -- | --------------------------- |
| AKB48時期 |                 |                    |                      |                 |                |    |                             |
| 8th       | 2008年2月27日   | 櫻花花瓣2008       | 櫻花花瓣2008         |                 | 全版本         | ★  | A面曲 出道作品 首次進入選拔 |
| 13th      | 2009年8月26日   | Maybe是藉口        | Maybe是藉口          |                 | 全版本         | ★  | A面曲                       |
| 14th      | RIVER           | 因為喜歡你         | Under Girls          | 全版本          | ★              |    |                             |
| 15th      | 2010年2月17日   | 櫻花印記           | 遠距離海報           | Team PB         | Type-A、劇場盤 | ★  |                             |
| 16th      | 2010年5月26日   | 馬尾與髮圈         | 被盜了的唇           | Under Girls     | 全版本         | ★  |                             |
| 16th      | 2010年5月26日   | 馬尾與髮圈         | 馬路須加學園頂尖藍調 |                 | Type-B、劇場盤 | ★  |                             |
| 17th      | 2010年8月18日   | 無限重播           | 淚之翹翹板遊戲       | Under Girls     | 全版本         | ★  | 首次成為center              |
| 17th      | 2010年8月18日   | 無限重播           | 蔬菜姊妹             |                 | Type-A、劇場盤 | ★  |                             |
| 18th      | 2010年10月27日  | Beginner           | 專屬於我的Value      | Under Girls     | 全版本         | ★  | Center                      |
| 19th      | 2010年12月8日   | 機會的順序         | 與核桃對話           | Team A          | Type-A         | ★  |                             |
| 20th      | 2011年2月16日   | 變成櫻花樹         | 偶然的十字路         | Under Girls     | 全版本         | ★  |                             |
| 21st      | 2011年5月25日   | Everyday、髮箍     | Everyday、髮箍       |                 | 全版本         | ★  | A面曲                       |
| 21st      | 2011年5月25日   | Everyday、髮箍     | 鬥魂                 |                 | Type-A         | ★  |                             |
| 22nd      | 2011年8月24日   | 飛翔入手           | 不能擁抱你           | Under Girls     | 全版本         | ★  |                             |
| 22nd      | 2011年8月24日   | 飛翔入手           | 不知不覺的青春       |                 | Type-A         | ★  |                             |
| 22nd      | 2011年8月24日   | 飛翔入手           | 野菜占卜             |                 | 劇場盤         |    |                             |
| 23rd      | 2011年 10月26日 | 風正在吹           | 你的背影             | Under Girls     | 全版本         | ★  | Center                      |
| 24th      | 2011年12月7日   | 崇尚麻里子         | 耶誕夜               |                 | 全版本         | ★  |                             |
| 24th      | 2011年12月7日   | 崇尚麻里子         | 鄰人不受傷           | Team A          | Type-A         | ★  |                             |
| 25th      | 2012年2月15日   | GIVE ME FIVE!      | 牧羊人之旅           | Special Girls B | Type-B         | ★  |                             |
| 26th      | 2012年5月23日   | 仲夏的Sounds good! | 3滴眼淚              | Special Girls   | 全版本         | ★  |                             |
| 27th      | 2012年8月29日   | 格子花紋           | Show fight!          | Future Girls    | Type-B         | ★  |                             |
| HKT48時期 |                 |                    |                      |                 |                |    |                             |
| 29th      | 2012年 12月5日  | 永遠的壓力         | 初戀蝴蝶             | HKT48           | Type-C         | ★  |                             |
| 29th      | 2012年 12月5日  | 永遠的壓力         | 我們的Reason         |                 | 劇場版         |    |                             |
| 30th      | 2013年2月20日   | So long!           | Waiting room         | Under Girls     | 全版本         | ★  |                             |
| 32nd      | 2013年8月21日   | 戀愛的幸運餅乾     | 這一次一定要心醉神迷 | Next Girls      | Type-A         | ★  |                             |
| 33rd      | 2013年10月30日  | 真心電流           | 真心電流             |                 | 全版本         | ★  | A面曲                       |
| 34th      | 2013年12月11日  | 倘若在梧桐樹什麼的 | 眨眼3次              | HKT48           | Type-H         | ★  |                             |
| 35th      | 2014年2月26日   | 勇往直前           | 秘密日記             | Baby Elephants  | Type-B         | ★  |                             |
| 36th      | 2014年5月21日   | 拉布拉多獵犬       | 拉布拉多獵犬         |                 | 全版本         | ★  | A面曲                       |
| 37th      | 2014年8月27日   | 心意告示牌         | 一个夏季的反抗期     | Next Girls      | Type-A         | ★  |                             |
| 38th      | 2014年11月26日  | 希望无限           | 我想歌唱             | 嘉德麗亞蘭組    | Type-C         | ★  |                             |
| 39th      | 2015年3月4日    | Green Flash        | 大人列車             | HKT48           | Type-H         | ★  |                             |
| 41th      | 2015年8月26日   | Halloween Night    | 水中传导率           | Next Girls      | Type-C、D      | ★  |                             |
| 43rd      | 2016年3月9日    | 你就是旋律         | Make noise           | HKT48           | Type-C         | ★  |                             |

### 專輯CD
AKB48
|           | 發行日期      | 專輯名稱   | 參與歌曲名稱           | 名義                    | 收錄版本 | 備註 |
| --------- | ------------- | ---------- | ---------------------- | ----------------------- | -------- | ---- |
| AKB48時期 |               |            |                        |                         |          |      |
| 2nd       | 2010年4月7日  | 神曲集     | 你與彩虹與太陽         |                         | 通常盤   |      |
| 3rd       | 2011年6月8日  | 就是在這裡 | Overtake               | Team A                  | 全版本   |      |
| 3rd       | 2011年6月8日  | 就是在這裡 | 任性的收藏品           |                         | 全版本   |      |
| 3rd       | 2011年6月8日  | 就是在這裡 | 就是在這裡             | AKB48+SKE48+SDN48+NMB48 | 全版本   |      |
| 4th       | 2012年8月15日 | 1830m      | 藍天 不會寂寞嗎？      | AKB48+SKE48+NMB48+HKT48 | 全版本   |      |
| HKT48時期 |               |            |                        |                         |          |      |
| 5th       | 2014年1月22日 | 未來軌跡   | After rain             |                         | Type-A   |      |
| 5th       | 2014年1月22日 | 未來軌跡   | 宛如他人的Sunset beach |                         | Type-B   |      |

### 剧场公演分組曲
HKT48
| 公演名稱                               | 參與歌曲名稱   | 備註           |
| -------------------------------------- | -------------- | -------------- |
| 初代Team H時期                         |                |                |
| Team H 1st Stage「手牵手」公演         | 巧克力的下落   |                |
| Team H「博多傳奇」公演                 | 心型病毒       | Center         |
| Team H「博多傳奇」公演                 | 远距离海报     |                |
| Team H「博多傳奇」公演                 | 玻璃般的我爱你 | 本村碧唯的代演 |
| 向日葵组“睡衣兜风”公演                 | 天使的尾巴     | Center         |
| 多田Team KIV時期                       |                |                |
| Team KIV 1st Stage「剧场的女神」公演   | 暴风雨之夜     | Center         |
| Team KIV 2nd Stage「最终钟声鸣响」公演 | 雄蕊雌蕊夜之蝶 |                |

AKB48
| 公演名稱                              | 參與歌曲名稱   | 備註                                     |
| ------------------------------------- | -------------- | ---------------------------------------- |
| 初代Team B時期                        |                |                                          |
| Team B 1st Stage「青春女孩」公演      | 雨中動物園     |                                          |
| Team B 2st Stage「想見你」公演        | 嘆息的人偶     |                                          |
| Team B 2st Stage「想見你」公演        | 玻璃般的我愛你 |                                          |
| Team B 2st Stage「想見你」公演        | 從背後緊緊相擁 |                                          |
| Team B 2st Stage「想見你」公演        | 里約的革命     |                                          |
| Team B 2st Stage「想見你」公演        | 裙襬飄飄       | 全員参加曲，作為前排成員（裙襬七人）登場 |
| Team B 3rd Stage「睡衣兜風」公演      | 天使的尾巴     | Center                                   |
| Team B 4th Stage「偶像的黎明」公演    | 口對口的巧克力 |                                          |
| Team B 4th Stage「偶像的黎明」公演    | 天國小子       | 伴舞                                     |
| THEATER G-ROSSO「不要让梦想死去」公演 | 隔壁的香蕉     | 与小野惠令奈和宮崎美穗轮流登场           |
| 高橋Team A時期                        |                |                                          |
| Team A 6th Stage「目擊者」公演        | ☆之彼方        |                                          |
| Team A 6th Stage「目擊者」公演        | 手牽手         | 前田敦子的小組Under                      |

## 演出

### 電視劇
- 馬路須加學園 第3話至第5話、最終話（2010年1月22日－2月5日、3月26日，東京電視台）：飾演 愛糖
- 馬路須加學園2 第4話、最終話（2011年5月6日、7月1日，東京電視台）：飾演 愛糖
- 青山單波段開發「喬納散步」第2話（2011年12月17日，NHK 1seg2）：飾演 愛糖
- 拔河女孩（2013年2月2日，福岡放送）：飾演 由香[43]
- 秘密（2013年8月24日，福岡放送）：飾演 立花梨花[44]
- 喬納散步（NHK教育頻道）
  - 第1期 第2話（2015年1月15日）
  - 第2期 第3話（2016年2月2日）
- 馬路須加學園0 木更津亂鬥篇（2015年11月28日，日本電視台、Hulu）：飾演 尾木（オギ）[45][46]
- 愛情嚮導上野先生 第7話（2017年3月16日，富士電視台）：飾演 山川さおり[47]
- B面女子（2020年4月4日，東海電視台、富士電視台系列）[48]

### 電視節目
- R的法則（2011年2月23日、3月30日－2016年3月28日，NHK教育頻道）[49]
- DO MALL! TV（2017年4月13日－，靜岡朝日電視台）[50]

### 電影
- 富江Unlimited（2011年5月14日，T-JOY／CJ Entertainment Japan）：飾演 佳惠
- ラブポリス〜ニート達の挽歌〜（2012年2月25日，Jolly Roger）
- 欺凌遊戲2（2012年4月，Jolly Roger）：主演 佐伯美鈴
- ソフテン!（2014年10月31日，INVEIDER）：飾演 黑地靜[51]
- 廁所裡的花子新章 〜花子VS俊介（2016年7月2日，CHANCE iN）：飾演ミカ[52]
- 寄生侵略 PARASITE WAR（2018年[53]）：主演 大林幸子[54]
- 短篇電影「らぶたんコバトン散歩でドン」（2018年7月）：飾演 本人（主演）
- 白與黑的同學會（2019年11月16日，MIKATA ENTERTAINMENT）[55]
- 靈犬戰士早太郎 伊那谷幽玄之戰（2020年2月14日）：飾演 栗木舞
- 餘命10年（2022年3月4日，華納兄弟影業）： 飾演 高林茉莉的同學

### 舞台劇
- 劇團扉座公演「ドリル魂 横浜現場編」（2009年2月27日－3月1日，神奈川縣立青少年中心會館）
- 朗讀劇「如果是你。」（2011年9月1日－9日，PARCO劇場） ：飾演 冬本麻樹（女主角）[56]
- HKT48指原莉乃座長公演（2015年4月8日－23日，明治座／8月15日－31日，博多座）：飾演 小黑[57]
- 劇團TEAM-ODAC 第22回本公演「MOON&DAY〜你有看到我們家的Tama嗎？〜」（2016年9月7日－11日，草月Hall）[58]
- 舞台版「羅德斯島戰記」（2017年1月6日－14日，紀伊國屋書店 高島屋）：飾演 蒂德莉特（女主角）[59]
- D'TOT 7th act 舞台「緋色八犬傳」（2017年2月2日－5日，銀座博品館劇場）[60]
- 劇団TEAM-ODAC 第23回本公演「僕らのピンク スパイダー」（2017年3月9日－20日，紀伊國屋Hall）[61][62]
- 劇団TEAM-ODAC 番外公演「MOON&DAY～うちのタマ知りませんか？～人狼を探せ！3丁目のとある一日～」（2017年4月12日－14日，新宿村LIVE）
- 五反田タイガー 旗揚げ公演 featuring コモンシェア株式会社「Tokyo Community Life」（2017年5月10日－14日，新宿村LIVE） ：飾演 比嘉千會子[63]
- 音樂劇「惡之娘」（2017年6月4日－11日，Owlspot劇場） ：飾演 奈伊·福塔皮耶
- 負けんな漫研！（2017年9月6日－10日，六行会Hall）
- 五反田タイガー 2nd Stag featuring コモンシェア株式会社「花街花魁クロニクル」（2017年11月1日－5日，新宿村LIVE）：飾演 水間彌生 [64]
- 音樂劇「窈窕舞妓」（2018年3月4日－20日，博多座）：飾演 福葉[65]
- SOLID STAR プロデュースvol.14「信長の野暮」（2018年7月11日－15日，六行会Hall）[66]
- 舞台劇「增田幸助劇場 搞笑漫畫日和 逆風100％」（2018年9月5日 －9日，澀谷區文化綜合中心大和田 傳承Hall）：飾演 三上ドブ子（女主角）[67][68]
- PURESMILE presents「おおばかもの 〜憧れのサンパチマイク〜」（2018年12月12日－16日，草月Hall）[69]
- 五反田タイガー 7th Stage「WORKER ANTSと働かないアリ」（2020年3月18日－22日，CBGK劇場）[70]
- 殺し屋にくびったけ（2020年7月8日－12日，Sun Mall劇場）：飾演 レモン[71]
- 恋、燃ゆる。〜秋元松代作「おさんの恋」より〜（2020年10月19日－11月15日，明治座） ：飾演 おたま[72][73][74]
- 劇団TEAM-ODAC 第36回本公演「ダルマ（2021）」（2021年6月3日－8日，淺草花劇場）：飾演 エキナ（女主角）[75]
- 劇團TEAM-ODAC 第39回本公演破天荒不死鳥〜永遠的全新開始〜（2022年6月1日－5日，Sun Mall劇場）：飾演長尾ゆき[76]
- おおばかもの～メレンゲとわすれもの～（2021年11月17日－21日，草月Hall）- 女主角[77]
- 劇團東少公演 音樂劇「人魚姫」（2022年7月，全公演皆取消）[78][79]

### 廣播
- GIRLS☆PUNCH FRIDAY らぶたんのラブリーデイズ（2013年8月9日－2014年3月28日，RKB電台）[80]

### 網絡節目
- らぶたんマジでやります!（2014年9月1日－2015年2月24日，Ameba Studio）
- 多田愛佳Channel（2016年7月16日 －，AMESTAGE）[81]
- 熱血!ときめき学園（2016年11月7日－ ，FRESH!）- 班級委員長[82]
- 與華原朋美的Tomo醬在一起Z（2016年－，AbemaTV）- 準常規來賓[83][84]
  - 華原朋美のトモちゃんといっしょ HKT48多田愛佳Ver.（2016年5月25日、11月2日）
- ひとりでできるもん！（2017年5月1日－，Live.me）

### 遊戲
- 萌麻将入门（2008年，Hudson Soft PlayStation Portable軟體）：飾演 陸リン、叶千寿子

### 電視動畫
- 蠟筆小新（2012年3月9日、16日，朝日電視台）：聲演 愛糖[85]

### 電視廣告
- 櫃子的健「櫃子舞」篇（2013年）- 與其他9名HKT48成員共演[86][87]

## 書籍

### 寫真集
- B.L.T. U-17 summer（2008年8月7日，東京新聞通信社）
- Love Letter（らぶLetter；2017年12月8日，WANI BOOKS）[88]

### 網絡連載
- kokode Beauty（2020年9月－2021年8月，光文社）[89]

### DVD
- 夏と愛佳と、（2017年10月20日）[90]

### 日曆
- 多田愛佳 2012年日曆（2011年11月19日，ハゴロモ）
- 卓上式 AKB48-102 多田愛佳 2013年日曆（2012年12月7日，ハゴロモ）
- 多田愛佳 2018年 壁掛式 B2 月曆（2017年10月21日，トライエックス）

## 外部連結
- 多田愛佳官方粉絲俱樂部（日語）
- 舊官方粉絲俱樂部 - 尾木製作（2017年5月－2022年9月）（日語）
- 尾木製作個人介紹頁（日語）
- HKT48個人介紹頁（日語）
- 走廊奔跑隊官方網站（日語）
- 走廊奔跑隊官方Blog（多田愛佳）（2009年1月29日－2013年1月3日）（日語）
- 多田愛佳在AKB48 TeamOgi的官方Blog（日語）
- 多田愛佳在755的頁面（日語）
- 多田愛佳的Instagram帳戶（日語）
- 多田愛佳的X（前Twitter）（日語）
- 多田愛佳的Threads（日語）
- YouTube上的多田愛佳頻道（日語）
- 多田愛佳的Google+（日語）